# The Kardashians
The Kardashians è una reality televisivo statunitense incentrato sulla vita personale e professionale della famiglia allargata Kardashian-Jenner. La serie ha debuttato il 14 aprile 2022 sul servizio di streaming Hulu, e quindi su Disney+ in italia, a distanza di quasi un anno dalla fine del precedente Al passo con i Kardashian.
La serie si concentra principalmente sulle sorelle Kourtney, Kim e Khloé Kardashian e le loro sorellastre, Kendall e Kylie Jenner, e la loro madre, Kris Jenner. Presenta anche gli attuali ed ex partner, rispettivamente, delle sorelle Kardashian, tra cui Travis Barker, Kanye West, Tristan Thompson, Scott Disick e Corey Gamble.

## Antefatti
Robert Kardashian (1944-2003) e Kristen Mary "Kris" Houghton (nata nel 1955) si sono sposati nel 1978 e hanno avuto quattro figli: Kourtney (nata nel 1979), Kim (nata nel 1980), Khloé (nata nel 1984) e Rob (nato nel 1987). La coppia ha divorziato nel 1991, anno in cui Kris ha sposato Caitlyn Jenner (nata nel 1949, in pensione, ex campionessa di decathlon olimpico, al tempo del matrimonio nota come Bruce Jenner, prima di intraprendere la transizione di genere nel 2015). Kris e Caitlyn hanno avuto due figlie insieme, Kendall (nata nel 1995) e Kylie (nata nel 1997). Nel 1994, Robert è diventato famoso quando ha difeso O. J. Simpson per gli omicidi di Nicole Brown Simpson e Ronald Goldman durante il caso O.J. Simpson.
Robert è morto nel 2003, otto settimane dopo che gli era stato diagnosticato un carcinoma dell'esofago. Le sorelle Kardashian hanno iniziato a comparire più spesso sotto i riflettori dei media. Nel 2004 Kim era la stilista personale di Brandy Norwood. Alla fine è diventata una stilista a tempo pieno ed è stata la personal shopper e stylist dell'attrice Lindsay Lohan. Khloé, Kim e Kourtney si sono avventurate ulteriormente nella moda, aprendo la boutique di alta moda Dash a Calabasas, in California. Durante la sua carriera iniziale, Kim ha avuto alcune relazioni con personaggi famosi tra cui il fratello di Brandy Norwood, il cantante Ray J, e in seguito, il cantante Nick Lachey. Nel 2006, Kourtney ha recitato nel suo primo reality televisivo, Filthy Rich: Cattle Drive. A febbraio 2007 è trapelato un video pornografico amatoriale di Kim con Ray J realizzato alcuni anni prima. Vivid Entertainment ha acquistato i diritti per un milione di dollari e ha pubblicato il video con il titolo Kim Kardashian: Superstar il 21 febbraio. Kim ha fatto causa alla Vivid Entertainment essendo la proprietaria del video, ma ha abbandonato la causa nell'aprile del 2007 stabilendo con Vivid Entertainment un risarcimento di cinque milioni di dollari. Si ritiene che la pubblicazione del video abbia contribuito in maniera determinante all'ascesa di Kim Kardashian e della sua famiglia.

## Cast

### Protagonisti
- Kris Jenner doppiata da Barbara Castracane
- Kim Kardashian doppiata da Giuppy Izzo
- Kourtney Kardashian doppiata da Domitilla D'Amico
- Khloé Kardashian doppiata da Gemma Donati
- Kendall Jenner doppiata da Giulia Franceschetti
- Kylie Jenner doppiata da Letizia Ciampa

### Ricorrenti
- Travis Barker, attuale marito di Kourtney Kardashian, doppiato da Emiliano Coltorti
- Scott Disick, ex fidanzato di Kourtney Kardashian, doppiato da Fabrizio De Flaviis
- Tristan Thompson, ex fidanzato di Khloé Kardashian, doppiato da Paolo Vivio
- Mary Jo Campbell, mamma di Kris Jenner
- Malika Haqq, migliore amica di Khloé, doppiata da Francesca Manicone

## Episodi
| Stagione         | Episodi                                                                 | Prima TV originale                   | Prima TV Italia                      |
| ---------------- | ----------------------------------------------------------------------- | ------------------------------------ | ------------------------------------ |
| Prima stagione   | 10                                                                      | 14 aprile 2022 - 16 giugno 2022      | 14 aprile 2022 - 16 giugno 2022      |
| Seconda stagione | 10 + 1 episodio speciale (Finché morte non ci separi Kourtney & Travis) | 22 settembre 2022 - 24 novembre 2022 | 22 settembre 2022 - 24 novembre 2022 |
| Terza stagione   | 10                                                                      | 25 maggio 2023 - 27 luglio 2023      | 25 maggio 2023 - 27 luglio 2023      |
| Quarta stagione  | 10                                                                      | 28 settembre 2023 - 30 novembre 2023 | 28 settembre 2023 - 30 novembre 2023 |
| Quinta stagione  | 10                                                                      | 23 maggio 2024 - 25 luglio 2024      | 23 maggio 2024 - 25 luglio 2024      |
| Sesta stagione   | 10                                                                      | 6 febbraio 2025 - 10 Aprile 2025     | 6 febbraio 2025 - 10 Aprile 2025     |